# Замок Дуарт
Замок Дуарт (англ. Duart Castle, гэльск. Caisteal Dhubhairt) — шотландский замок на острове Малл, у западного побережья Шотландии, в округе Аргайл-энд-Бьют. Замок датируется XIII веком и является резиденцией клана Маклейн.

## История
Замок Дуарт был построен кланом Макдугаллом в XIII веке и попал в руки клана Маклейн в следующем столетии.
В 1350 году Лахлан Лубанач Маклейн из Дуарта, 5-й вождь клана, женился на Марии, дочери Иоанна Айла, лорда островов и замок Дуарт был частью её приданого.
В 1647 году замок Дуарт был атакован и осажден правительственными войсками Аргайла из клана Кэмпбелл, но они были побеждены и прогнаны войсками роялистов клана Маклейн.
В сентябре 1653 года войска Кромвеля из 6-ти кораблей бросили якорь у замка, но Маклейнцы уже бежали на остров Тайри. 13 сентября разразился шторм и три корабля погибли, в том числе и корабль Лебедь (Swan). Крушение «Лебедя» было обнаружено в 1979 году.
В 1678 году Арчибальд Кэмпбелл, 9-й граф Аргайла, сын маркиза Аргайла, успешно вторгся в земли клана Маклейн на острове Малл и сэр Джон Маклейн, 4-й баронет бежал в замок Кернбулг, а затем в Кинтайл под защиту графа Сифорта
В 1691 замок Дуарт был передан от сэра Джона Маклейн, 4-го баронета к Арчибальду Кэмпбеллу, 1-му герцогу Аргайл. Клан Кэмпбелл разрушил замок полностью. Дональд Маклейн, 5-й Лорд Торлойский, использовал некоторые из камней от разрушенного замка, чтобы построить коттедж для своей семьи недалеко от места замка.
В 1751 году замок был окончательно заброшен.
Потомки Арчибальда Кэмпбелла, 1-го герцога Аргайла, продали замок в 1801 году Маккуарри, который затем продал его Картеру-Кэмпбеллу Поссильскому, который так и не восстановил замок. В 1865 году он продал своё поместье в Торосее, которое теперь включало руины замка Дуарт, А. С. Гатри.
11 сентября 1911 года руины замка были отделены от остального поместья в Торосее и замок был выкуплен сэром Фицрой Дональдом Маклейном, 26-м вождем Клан Маклейн и восстановлен.

## Реставрация в 2014 году
В 2012 году (спустя 100 лет после восстановления замка) вождь клана Маклейн объявил, что его семья больше не может позволить себе содержание замка в связи с расходами на капитальный ремонт. Зимой 2013—2014 годов в замке обрушился потолок, так как вода проникла в перекрытие через дымоходы. В июле 2014 года было объявлено о проведении реконструкции замка.